# Coppa del Mondo giovani di slittino 2017
La Coppa del Mondo giovani di slittino 2016/2017 fu la ventesima edizione del circuito mondiale dello slittino relativo alla categoria giovani, manifestazione organizzata annualmente dalla FIL; iniziò il 1º dicembre 2016 a Calgary in Canada e si concluse il 18 febbraio 2017 a Winterberg in Germania e si svolse in contemporanea alla medesima competizione riservata agli juniores. Si disputarono diciotto gare: sei prove nel singolo donne, sei nel singolo uomini e sei nel doppio in cinque differenti località; per stilare la graduatoria finale venne scartato il peggior risultato di coloro che disputarono tutte le tappe.
Le coppe di cristallo, trofeo conferito ai vincitori del circuito, furono assegnate alla tedesca Jessica Degenhardt per quanto concerne il singolo donne, all'italiano Lukas Gufler nel singolo uomini -che bissò il successo della prova biposto della stagione precedente- ed alla coppia statunitense formata da Dana Kellogg e Duncan Segger nel doppio.

## Calendario
| Tappa  | Località   | Pista                           | Data             | Singolo | Singolo | Doppio |
| Tappa  | Località   | Pista                           | Data             | Donne   | Uomini  | Doppio |
| ------ | ---------- | ------------------------------- | ---------------- | ------- | ------- | ------ |
| 1      | Calgary    | Pista del Canada Olympic Park   | 1º dicembre 2016 | ●       | ●       | ●      |
| 2      | Calgary    | Pista del Canada Olympic Park   | 3 dicembre 2016  | ●       | ●       | ●      |
| 3      | Innsbruck  | Olympia Eiskanal Innsbruck-Igls | 14 gennaio 2017  | ●       | ●       | ●      |
| 4      | Oberhof    | Pista di Oberhof                | 21 gennaio 2017  | ●       | ●       | ●      |
| 5      | Altenberg  | Eiskanal Altenberg              | 11 febbraio 2017 | ●       | ●       | ●      |
| 6      | Winterberg | Eisarena Winterberg             | 18 febbraio 2017 | ●       | ●       | ●      |
| Totale | Totale     | Totale                          | Totale           | 6       | 6       | 6      |

## Risultati

### Singolo donne
| Data             | Località   | Nazione  | Prima classificata          | Seconda classificata   | Terza classificata              | RU    |
| ---------------- | ---------- | -------- | --------------------------- | ---------------------- | ------------------------------- | ----- |
| 1º dicembre 2016 | Calgary    | Canada   | Samantha Judson Canada      | Carolyn Maxwell Canada | Ashley Farquaharson Stati Uniti | [ 4 ] |
| 3 dicembre 2016  | Calgary    | Canada   | Olena Smaha Ucraina         | Carolyn Maxwell Canada | Ashley Farquaharson Stati Uniti | [ 5 ] |
| 14 gennaio 2017  | Innsbruck  | Austria  | Hannah Niederkofler Italia  | Verena Hofer Italia    | Marion Oberhofer Italia         | [ 6 ] |
| 21 gennaio 2017  | Oberhof    | Germania | Jessica Degenhardt Germania | Evita Köhne Germania   | Amely Büchner Germania          | [ 7 ] |
| 11 febbraio 2017 | Altenberg  | Germania | Jessica Degenhardt Germania | Carolyn Maxwell Canada | Evita Köhne Germania            | [ 8 ] |
| 18 febbraio 2017 | Winterberg | Germania | Jessica Degenhardt Germania | Evita Köhne Germania   | Samantha Judson Canada          | [ 9 ] |

### Singolo uomini
| Data             | Località   | Nazione  | Primo classificato      | Secondo classificato      | Terzo classificato        | RU     |
| ---------------- | ---------- | -------- | ----------------------- | ------------------------- | ------------------------- | ------ |
| 1º dicembre 2016 | Calgary    | Canada   | Malcolm Klager Canada   | Aleksej Dmitriev Russia   | Aleksandr Dmitriev Russia | [ 10 ] |
| 3 dicembre 2016  | Calgary    | Canada   | Malcolm Klager Canada   | Lukas Gufler Italia       | Aleksandr Dmitriev Russia | [ 11 ] |
| 14 gennaio 2017  | Innsbruck  | Austria  | Lukas Gufler Italia     | David Nößler Germania     | Thomas Jaensch Germania   | [ 12 ] |
| 21 gennaio 2017  | Oberhof    | Germania | Thomas Jaensch Germania | Florian Müller Germania   | Aleksej Dmitriev Russia   | [ 13 ] |
| 11 febbraio 2017 | Altenberg  | Germania | Evgenij Lobeev Russia   | Aleksandr Dmitriev Russia | Leon Felderer Italia      | [ 14 ] |
| 18 febbraio 2017 | Winterberg | Germania | Thomas Jaensch Germania | Lukas Gufler Italia       | David Nößler Germania     | [ 15 ] |

### Doppio
| Data             | Località   | Nazione  | Primi classificati                       | Secondi classificati                    | Terzi classificati                     | RU     |
| ---------------- | ---------- | -------- | ---------------------------------------- | --------------------------------------- | -------------------------------------- | ------ |
| 1º dicembre 2016 | Calgary    | Canada   | Andrej Šander Semën Mikov Russia         | Dana Kellogg Duncan Segger Stati Uniti  | Dmytro Semenov Nazar Decyk Ucraina     | [ 16 ] |
| 3 dicembre 2016  | Calgary    | Canada   | Andrej Šander Semën Mikov Russia         | Dana Kellogg Duncan Segger Stati Uniti  | Dmytro Semenov Nazar Decyk Ucraina     | [ 17 ] |
| 14 gennaio 2017  | Innsbruck  | Austria  | Hendrik Seibert Calvin Meister Germania  | Dmitrij Bučnev Daniil Kil'seev Russia   | Dana Kellogg Duncan Segger Stati Uniti | [ 18 ] |
| 21 gennaio 2017  | Oberhof    | Germania | Max Ewald Jakob Jannusch Germania        | Hendrik Seibert Calvin Meister Germania | Dmitrij Bučnev Daniil Kil'seev Russia  | [ 19 ] |
| 11 febbraio 2017 | Altenberg  | Germania | Dominik Dietrich Patrick Müller Germania | Max Ewald Jakob Jannusch Germania       | Dana Kellogg Duncan Segger Stati Uniti | [ 20 ] |
| 18 febbraio 2017 | Winterberg | Germania | Hendrik Siebert Calvin Meister Germania  | Dmitrij Bučnev Daniil Kil'seev Russia   | Mārtiņš Bots Roberts Plūme Lettonia    | [ 21 ] |

## Classifiche

### Singolo donne
| Pos. | Nome                | Nazione     | Risultati ottenuti | Risultati ottenuti | Risultati ottenuti | Risultati ottenuti | Risultati ottenuti | Risultati ottenuti | Punti totali |
| Pos. | Nome                | Nazione     | CAL-1              | CAL-2              | INN                | OBE                | ALT                | WIN                | Punti totali |
| ---- | ------------------- | ----------- | ------------------ | ------------------ | ------------------ | ------------------ | ------------------ | ------------------ | ------------ |
| 1    | Jessica Degenhardt  | Germania    | –                  | –                  | 6                  | 1                  | 1                  | 1                  | 350          |
| 2    | Carolyn Maxwell     | Canada      | 2                  | 2                  | –                  | –                  | 2                  | 7                  | 301          |
| 3    | Ashley Farquharson  | Stati Uniti | 3                  | 3                  | 8                  | 7                  | 5                  | 5                  | 296          |
| 4    | Evita Köhne         | Germania    | –                  | –                  | 5                  | 2                  | 3                  | 2                  | 295          |
| 5    | Olena Smaha         | Ucraina     | 4                  | 1                  | 7                  | 8                  | 12                 | DNF                | 280          |
| 6    | Hannah Niederkofler | Italia      | –                  | –                  | 1                  | 4                  | 7                  | 10                 | 242          |
| 7    | Verena Hofer        | Italia      | –                  | –                  | 2                  | 6                  | 8                  | 4                  | 237          |
| 8    | Nina Zöggeler       | Italia      | –                  | –                  | 4                  | 5                  | 6                  | 6                  | 215          |
| 9    | Samantha Judson     | Canada      | 1                  | DSQ                | –                  | –                  | 11                 | 3                  | 204          |
| 10   | Sophia Kirkby       | Stati Uniti | 7                  | 4                  | 18                 | DNF                | 13                 | 11                 | 193          |

### Singolo uomini
| Pos. | Nome               | Nazione     | Risultati ottenuti | Risultati ottenuti | Risultati ottenuti | Risultati ottenuti | Risultati ottenuti | Risultati ottenuti | Punti totali |
| Pos. | Nome               | Nazione     | CAL-1              | CAL-2              | INN                | OBE                | ALT                | WIN                | Punti totali |
| ---- | ------------------ | ----------- | ------------------ | ------------------ | ------------------ | ------------------ | ------------------ | ------------------ | ------------ |
| 1    | Lukas Gufler       | Italia      | 5                  | 2                  | 1                  | 4                  | –                  | 2                  | 385          |
| 2    | Aleksandr Dmitriev | Russia      | 3                  | 3                  | 5                  | 8                  | 2                  | 7                  | 326          |
| 3    | Thomas Jaensch     | Germania    | –                  | –                  | 3                  | 1                  | 16                 | 1                  | 295          |
| 4    | Malcolm Klager     | Canada      | 1                  | 1                  | –                  | –                  | 14                 | 5                  | 283          |
| 5    | Leon Felderer      | Italia      | 4                  | 6                  | 21                 | 6                  | 3                  | 8                  | 272          |
| 6    | David Nößler       | Germania    | –                  | –                  | 2                  | 5                  | 7                  | 3                  | 256          |
| 7    | Florian Müller     | Germania    | –                  | –                  | 4                  | 2                  | 6                  | 4                  | 255          |
| 8    | Evgenij Lobeev     | Russia      | –                  | –                  | 11                 | 7                  | 1                  | 9                  | 219          |
| 9    | Aleksej Dmitriev   | Russia      | 2                  | 5                  | –                  | 3                  | –                  | –                  | 210          |
| 10   | Sean Hollander     | Stati Uniti | 8                  | 7                  | 10                 | 12                 | 9                  | 14                 | 195          |

### Doppio
| Pos. | Nome                            | Nazione     | Risultati ottenuti | Risultati ottenuti | Risultati ottenuti | Risultati ottenuti | Risultati ottenuti | Risultati ottenuti | Punti totali |
| Pos. | Nome                            | Nazione     | CAL-1              | CAL-2              | INN                | OBE                | ALT                | WIN                | Punti totali |
| ---- | ------------------------------- | ----------- | ------------------ | ------------------ | ------------------ | ------------------ | ------------------ | ------------------ | ------------ |
| 1    | Dana Kellogg Duncan Segger      | Stati Uniti | 2                  | 2                  | 3                  | 6                  | 3                  | 7                  | 360          |
| 2    | Hendrik Seibert Calvin Meister  | Germania    | –                  | –                  | 1                  | 2                  | 4                  | 1                  | 345          |
| 3    | Dmitrij Bučnev Daniil Kil'seev  | Russia      | –                  | –                  | 2                  | 3                  | 5                  | 2                  | 295          |
| 4    | Dmytro Semenov Nazar Decyk      | Ucraina     | 3                  | 3                  | 5                  | 5                  | DNF                | –                  | 250          |
| 5    | Max Ewald Jakob Jannusch        | Germania    | –                  | –                  | 6                  | 1                  | 2                  | –                  | 235          |
| 6    | Andrej Šander Semën Mikov       | Russia      | 1                  | 1                  | –                  | –                  | –                  | –                  | 200          |
| 7    | Dominik Dietrich Patrick Müller | Germania    | –                  | –                  | –                  | –                  | 1                  | 4                  | 160          |
| 7    | Jakub Karaś Mateusz Karaś       | Polonia     | –                  | –                  | –                  | 4                  | 6                  | 6                  | 160          |
| 9    | Cvetelin Ivanov Milen Milanov   | Bulgaria    | –                  | –                  | 4                  | –                  | 8                  | 5                  | 157          |
| 10   | Mārtiņš Bots Roberts Plūme      | Lettonia    | –                  | –                  | –                  | –                  | –                  | 3                  | 70           |